# Wydma Ciemierowska
Wydma Ciemierowska - okazały wał wydmowy położony na północno-zachodnim krańcu obszaru wydm dolnej Prosny, w pobliżu Ciemierowa w gminie Pyzdry. Ma wysokość względną około 18 metrów.
Stanowi typowy przykład złożonej wydmy parabolicznej, w której oprócz zespołu parabol wyróżnić można pojedyncze wały. Materiału na powstanie wydmy dostarczyła powierzchnia obecnej terasy zalewowej, zbudowanej w większości z drobnoziarnistego piasku kwarcowego, w którym 95% masy ziarnistej przypada na frakcje 0,5-0,25 mm i 0,25-0,1 mm. Czynnikiem wydmotwórczym były wiatry z kierunku północno-zachodniego o prędkości około 5-8 m/s, a obiekt został nieco zdeformowany poprzez ich późniejszą zmianę na zachodnie i południowe. Wał porośnięty jest głównie przez sosnę Banksa. Wytworzyły się tutaj gleby typu bielicowego o nie do końca wykształconym profilu. Obszar był w 1966 poddany badaniom palinologicznym.